# Киндиа
Ки́ндиа или Киндия (фр. Kindia) — третий по величине город в Гвинее. Расположен в 136 км к северо-востоку от столицы страны, города Конакри.

## Общие сведения
Киндия является административным центром и крупнейшим городом префектуры Киндиа и провинции Киндия. Также город образует одну из субпрефектур Гвинеи. В городе расположена штаб-квартира Вооружённых сил Гвинеи.
Экономика Киндии выросла на банановых плантациях после того, как от города до столицы была проведена железная дорога. Также работают предприятия лесоперерабатывающой и пищевкусовой промышленности; осуществляется добыча бокситов. Местные достопримечательности включают гору Ганган и водопад «Фата Марии» (фр. Voile de la Mariée).

## Климат
| Показатель                    | Янв. | Фев. | Март | Апр. | Май   | Июнь  | Июль  | Авг.  | Сен.  | Окт.  | Нояб. | Дек. | Год    |
| ----------------------------- | ---- | ---- | ---- | ---- | ----- | ----- | ----- | ----- | ----- | ----- | ----- | ---- | ------ |
| Средний суточный максимум, °C | 31,8 | 33,8 | 34,9 | 34,4 | 31,7  | 28,9  | 27,1  | 26,7  | 27,8  | 28,9  | 30,0  | 30,7 | 30,5   |
| Средняя температура, °C       | 25,4 | 26,7 | 27,7 | 27,9 | 26,5  | 24,8  | 23,8  | 23,5  | 24,0  | 24,6  | 25,2  | 25,0 | 25,4   |
| Средний суточный минимум, °C  | 19,0 | 19,7 | 20,5 | 21,4 | 21,3  | 20,7  | 20,4  | 20,4  | 20,2  | 20,3  | 20,5  | 19,2 | 20,3   |
| Норма осадков, мм             | 1,2  | 2,0  | 12,2 | 48,0 | 177,7 | 243,4 | 371,5 | 473,5 | 352,7 | 224,8 | 39,2  | 6,9  | 1953,1 |
| Источник:                     |      |      |      |      |       |       |       |       |       |       |       |      |        |

## Население
По данным на 2013 год численность населения города составляла 228 123 человека.
Динамика численности населения города по годам:
| 1982   | 1996   | 2013    |
| ------ | ------ | ------- |
| 56 000 | 96 074 | 228 123 |

Этнический состав города разнообразен; большинство населения составляют народы сусу и мандинка. В городе проживают представители едва ли не всех народов страны. После столицы Конакри Киндия является домом для второй по величине общины сьерралеонцев в стране. В городе насчитывается 9000 сьерралеонцев, многие из них получили гвинейское гражданство. Как и в других городах Западной Гвинеи, включая Конакри, язык сусу является самым распространённым в Киндии и понятен практически всему населению города.